# Triel-sur-Seine
Triel-sur-Seine település Franciaországban, Yvelines megyében. Lakosainak száma 12 386 fő (2022. január 1.). Triel-sur-Seine Andrésy, Carrières-sous-Poissy, Chanteloup-les-Vignes, Maurecourt, Médan, Vaux-sur-Seine, Verneuil-sur-Seine, Vernouillet, Villennes-sur-Seine, Boisemont és Jouy-le-Moutier községekkel határos.

## Népesség
A település népessége az elmúlt években az alábbi módon változott:
| Lakosok száma | 11 572 | 11 922 | 12 050 | 11 892 | 12 081 | 12 250 | 12 360 | 12 388 | 12 386 |
|               | 2013   | 2015   | 2016   | 2017   | 2018   | 2019   | 2020   | 2021   | 2022   |